# Élisabeth-Christine-Ulrique de Brunswick-Wolfenbüttel
Élisabeth-Christine-Ulrique de Brunswick-Wolfenbüttel (Élisabeth-Christine-Ulrike ; 8 novembre 1746-18 février 1840), est la première épouse du prince héritier Frédéric-Guillaume, son cousin, et le futur roi de Prusse Frédéric-Guillaume II.
Elle est le septième enfant et la troisième fille de Charles Ier de Brunswick-Wolfenbüttel et de Philippine-Charlotte de Prusse, sœur de Frédéric II, roi de Prusse. Elle occupe le rang de duchesse de Brunswick avec le titre de Son Altesse Sérénissime la princesse Élisabeth-Christine.

## Biographie
Doublement nièce du couple royal de Prusse (sa mère est la sœur du roi et son père, le frère de la reine), elle est choisie par son oncle roi de Prusse, pour épouser son cousin doublement germain le Prince héritier Frédéric-Guillaume afin de donner un héritier au trône de Prusse.
La cérémonie de mariage devait se tenir au Château de Charlottenbourg, mais elle a lieu le 14 juillet 1765, au Schloss Salzdahlum.

### Princesse de la Couronne
Élisabeth-Christine est décrite comme belle et gracieuse dans ses manières, vive, fougueuse et impétueuse dans la disposition. Elle est admirée pour la grâce de sa danse. Sa beauté, l'intelligence en font la favorite de son oncle le roi, sinon très rarement intéressé par les femmes, qui la considère comme pleine d'esprit et il a très peu de sympathie pour l'adultère de son conjoint.
Bientôt, il est devenu évident que le couple n'est pas heureux. Le roi Frédéric a espéré que le mariage devait conduire à la naissance d'un héritier, mais il remarque que Frédéric-Guillaume néglige sa femme et est infidèle avec une série de danseuses et d'actrices. Lorsque leur premier enfant est une fille, la princesse Frédérique-Charlotte, leur relation se détériore.
Blessée par la négligence et l'infidélité de son mari, elle commence à avoir des relations avec des jeunes officiers de la garde de Potsdam. Dans une lettre écrite à sa sœur (et la mère d'Élisabeth-Christine) Philippine-Charlotte, le roi dit : 

### Le Divorce
Ce scandale éclate finalement lorsque, comme cela a été noté par Friedrich Wilhelm von Thulemeyer, quand la princesse est devenue enceinte de son amant, un musicien appelé Pietro. À la fin de janvier 1769, ils prévoient de s'échapper vers l'Italie, mais elle est trahie. Lors d'un bal masqué donné par le Prince Henri pour l'anniversaire du roi, le 24 janvier 1769, le prince royal est informé de ses affaires par une personne anonyme cachée derrière un masque. Furieux malgré son propre adultère, il demande le divorce.
Le roi Frédéric est d'abord réticent à accepter le divorce, car sa sympathie est plus grande pour Élisabeth-Christine que pour Frédéric Guillaume, mais le prince royal insiste dans sa demande de divorce, et exhorte, en accord avec le roi pour l'annulation de son mariage pour éviter les risques de progéniture illégitime sur le trône de Prusse. Le musicien Pietro est arrêté et emmené à Magdebourg, où il aurait été décapité. Élisabeth-Christine met fin à sa grossesse avec des médicaments. Son frère, le prince Guillaume de Brunswick, est au courant de ses liaisons, et ses tentatives de les cacher et doit se défendre d'y être impliqué.
Le divorce est officiellement prononcé le 18 avril 1769. Frédéric II force son neveu à se remarier seulement trois mois après la séparation.

### Fin de vie
Élisabeth-Christine est tout d'abord bannie à la forteresse de Küstrin et plus tard, placée en résidence surveillée comme un prisonnier d'état dans le Château Ducal de Stettin sous la protection de son cousin, Auguste-Guillaume de Brunswick-Bevern. Elle perd le titre d'Altesse Royale et reçoit celui d'Altesse Sérénissime.
Au premier abord, elle vit dans des conditions difficiles. Étant d'une nature extravertie, elle souffre de son isolement. Elle fait à une tentative d'évasion, concluant un contrat avec un agent pour l'aider à s'échapper à Venise, mais le plan n'a jamais été mis en œuvre car son complice a soudainement disparu. Finalement, le roi Frédéric améliore ses conditions de vie, et, en 1774, elle bénéficie d'une résidence d'été dans le village médiéval du cloître dans Jasenitz.
Après la mort de Frédéric le Grand, en 1786, elle reçoit la visite de son ex-conjoint, et au cours de son règne, voit s'améliorer ses conditions: elle reçoit l'autorisation de recevoir des visiteurs, et de marcher, et faire des promenades à cheval dans les secteurs de la ville. Selon Mirabeau, elle s'est vu proposer sa libération, mais elle a refusé.
Élisabeth-Christine n'a jamais revu sa fille; au cours de sa vie plus tard, le roi Frédéric-Guillaume IV est le seul qui lui rend visite. Lorsque l'armée française occupe Stettin en 1806, elle s'installe dans des petits immeubles à l'extérieur des murs de la ville, qu'elle a appelé Landhaus Friedrichsgnade ("Villa Frédéric de la miséricorde").
Élisabeth-Christine est décédé à l'âge de 93 ans. À sa mort, toutes les cloches de la ville ont sonné. Elle a un mausolée construit pour elle-même dans son parc préféré car elle ne voulait pas être enterré avec ses parents dans le crypte ducale de Brunswick. Lorsque le parc est remis à des mains privées, elle est inhumée dans la Chapelle du château ducal de Stettin dans la nuit du 19 juillet 1849. d'Autres sources indiquent qu'elle a plus tard été inhumée dans la cathédrale de Cracovie.

## Descendance
1. Frédérique-Charlotte de Prusse (7 mai 1767 – 6 août 1820) épousa le Frederick d'York, mais est restée sans enfant.